# Brú na Bóinne

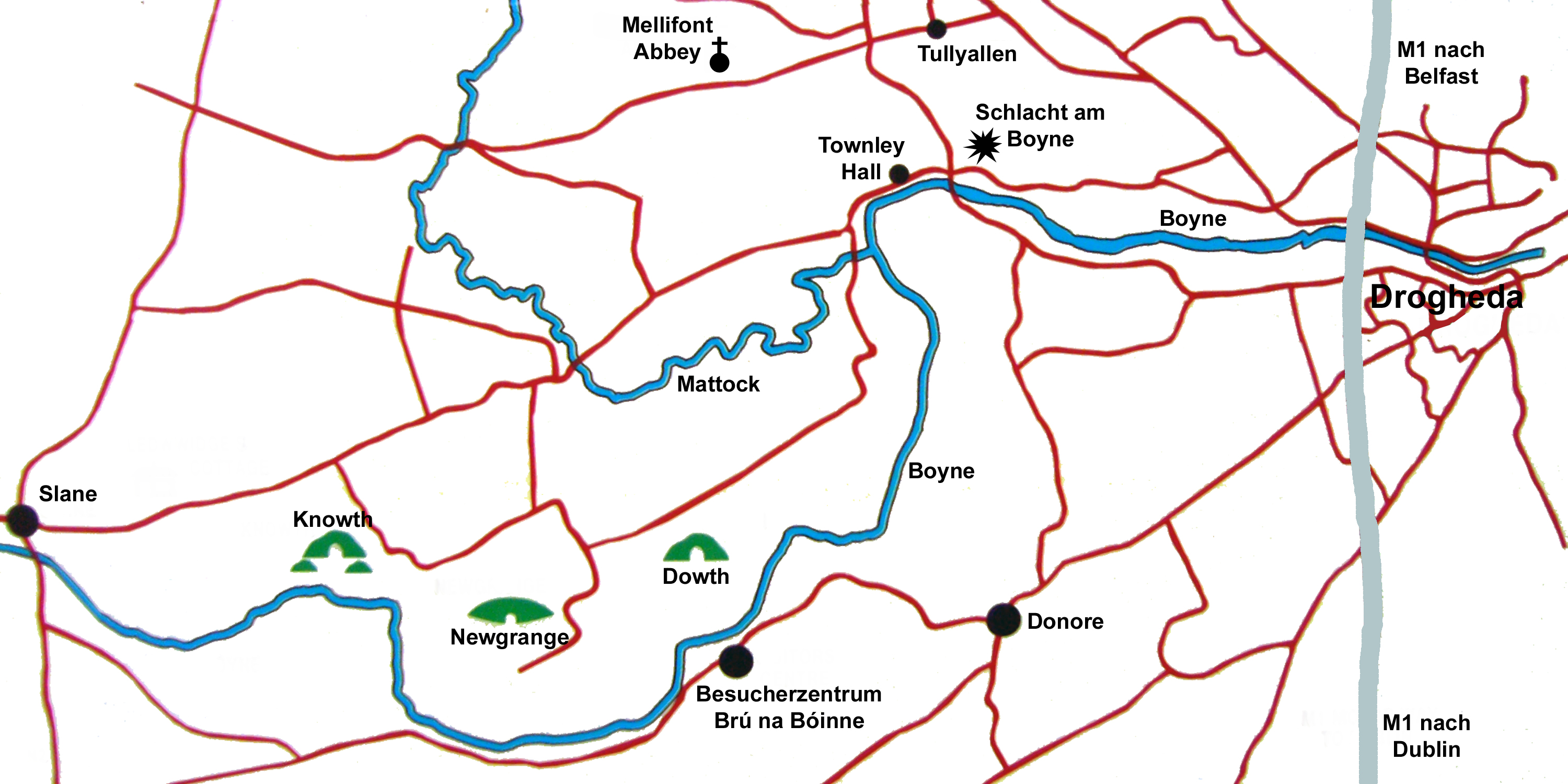
Übersichtskarte Brú na Bóinne und Umgebung

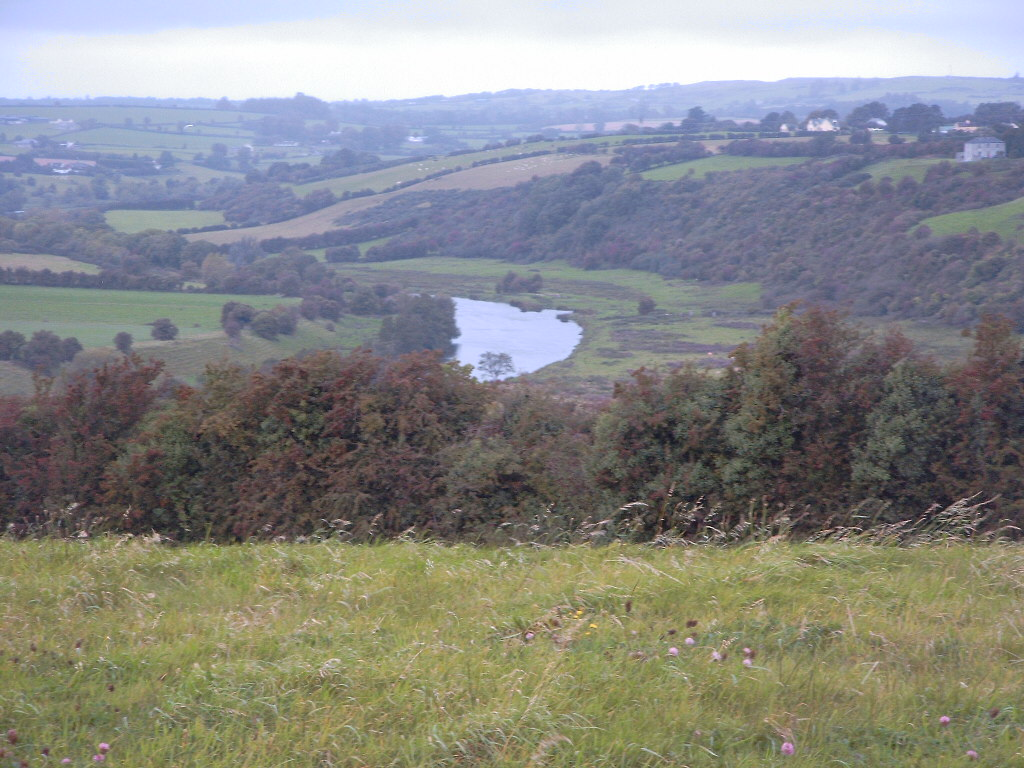
Blick ins Boyne-Tal vom Hügel von Knowth

Brú na Bóinne   [ˈbˠɾˠuː n̪ˠə ˈbˠoːn̠ʲə] (ältere Schreibung Brugh na Bóinne, altirisch Brug na Bóinne [bruɣ na 'boːNʲe], irisch für „Palast der Boyne“, eigentlich „Palast der weißen Kuh“), ist eine im Tal des Flusses Boyne (Boyne Valley), nördlich von Dublin im County Meath, Republik Irland, gelegene große Ansammlung prähistorischer Kultstätten, die zwischen 3500 und 2500 v. Chr. entstanden. Einige von ihnen, darunter die mit großen Megalithen eingefassten Grabhügel, sind erhalten geblieben: Die Anlagen von Dowth, Knowth und Newgrange gehören seit 1993 zum UNESCO-Weltkulturerbe.

## Beschreibung
Die Mehrzahl der Monumente liegt nördlich des Flusses Boyne. Die wichtigsten, touristisch erschlossenen Anlagen – Dowth, Knowth und vor allem Newgrange – liegen auf einem Hügel in der Biegung des Boyne zwischen Slane und Donore, vor dem Zufluss des Mattock in den Boyne. Das Besucherzentrum Brú na Bóinne Visitor Centre liegt südlich des Flusses und gehört zum Dorf Donore; die Großstein-Anlagen sind nur von dort aus und nur im Rahmen von Führungen öffentlich zugänglich. Brú na Bóinne wird vielfach fälschlich übersetzt als Bend of the Boyne (Biegung des Boyne).

## Mythologie
Im mythologischen Zyklus der irischen Mythologie ist Brú na Bóinne ein Elfenhügel (Síd) und gilt als Wohnsitz von Oengus. Oengus ist Sohn des Dagda und der Flussfrau Boann und dadurch Angehöriger der Túatha Dé Danann. Als Oengus wegen seiner bislang unbekannten Herkunft verspottet wird, fordert er von Dagda, als Sohn anerkannt zu werden. Durch eine List erhält er daraufhin vom Dagda den Brú na Bóinne zum Wohnsitz, das bisher von Elcmar, Boanns eigentlichem Gatten, bewohnt worden war. Eine wichtige Rolle spielt dieser Síd auch in der Erzählung Aislinge Oenguso („Oengus’ Traumgesicht“).

## Filme
- Ciaran Kavanagh: Brú na Bóinne - The Ancient Monuments Of Newgrange, Knowth, and Dowth. Inshot/The Office of Public Works, 2008. In: YouTube. 21. April 2021, abgerufen am 4. Oktober 2021.